# Réserve indienne de Fort Apache
La réserve indienne de Fort Apache est une réserve indienne américaine englobant une partie des comtés de Navajo, Gila et Apache en Arizona. Elle accueille la tribu des White Mountain Apaches, un groupe des Apaches de l'Ouest.